# جون هادلي
جون هادلي (بالإنجليزية: John Hadley) (و. 1682 – 1744 م) هو رياضياتي، وعالم فلك من المملكة المتحدة. ولد في هيرتفوردشير. كان عضوًا في الجمعية الملكية.
توفي في لندن، عن عمر يناهز 62 عاماً.

## جوائز
حصل على جوائز منها:
- زميل في الجمعية الملكية.

## روابط خارجية
- جون هادلي على موقع الموسوعة البريطانية (الإنجليزية)